# Pyrochroa
Pyrochroa — рід жуків родини Pyrochroidae. 
Личинки мешкають під корою дерев, що відстає від деревини. Живляться рослинними залишками.
Типовий вид роду — Pyrochroa coccinea Linnaeus, 1760: 202 (спочатку в складі роду Cantharis). Історично до роду відносили більшість видів родини Pyrochroidae. З кінця XX століття до роду належать лише види, поширені в Палеарктиці.

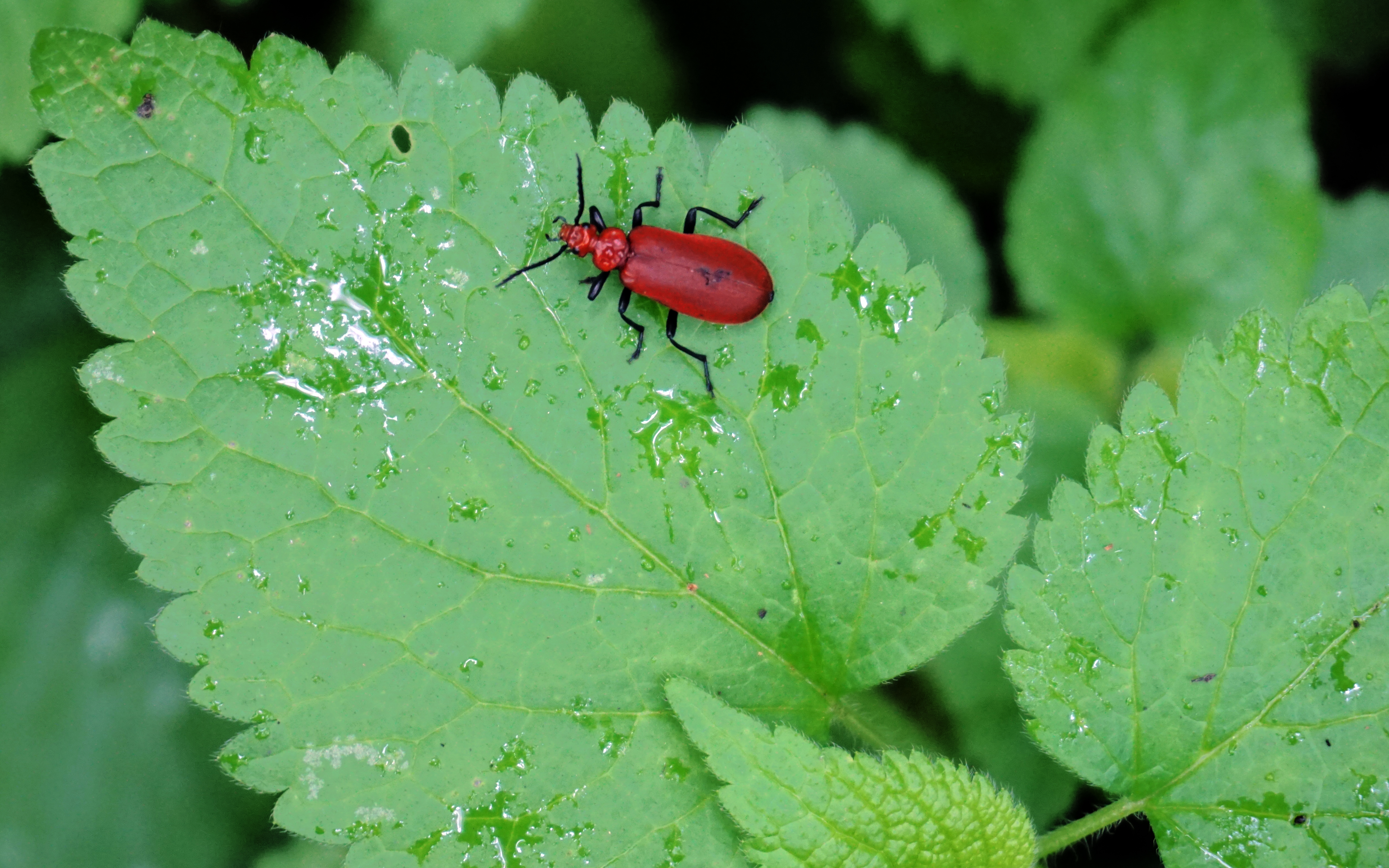
Pyrochroa serraticornis на листку рослини, Україна

Рід налічує 4 сучасні види й 1 підвид:
- Pyrochroa coccinea Linnaeus, 1760 — Європа
- Pyrochroa pubescens Pie, 1907 — північно-східна Індія (Сіккім, Дардженлінг)
- Pyrochroa serraticornis serraticornis Scopoli, 1763 — Європа
  - Pyrochroa serraticornis kiesenwetteri Fairmaire, 1849 — Сицилія, Південна Італія
- Pyrochroa subcostulata Fairmaire, 189I — північна Індія (Кашмір)